# Më lër të fle
"Më lër të fle" är en låt på albanska framförd av sångaren Redon Makashi. Makashi har själv både skrivit och komponerat låten. Med låten ställde han upp i Kënga Magjike 13, hösten 2011. Makashi gick till final, där deltagarna för att avgöra vinnaren fick rösta på varandra. Efter omröstningen stod det klart att Makashi vunnit tävlingen, samt att han av juryn tilldelades ett pris för bästa låtskrivare.